# Louis Friedsell

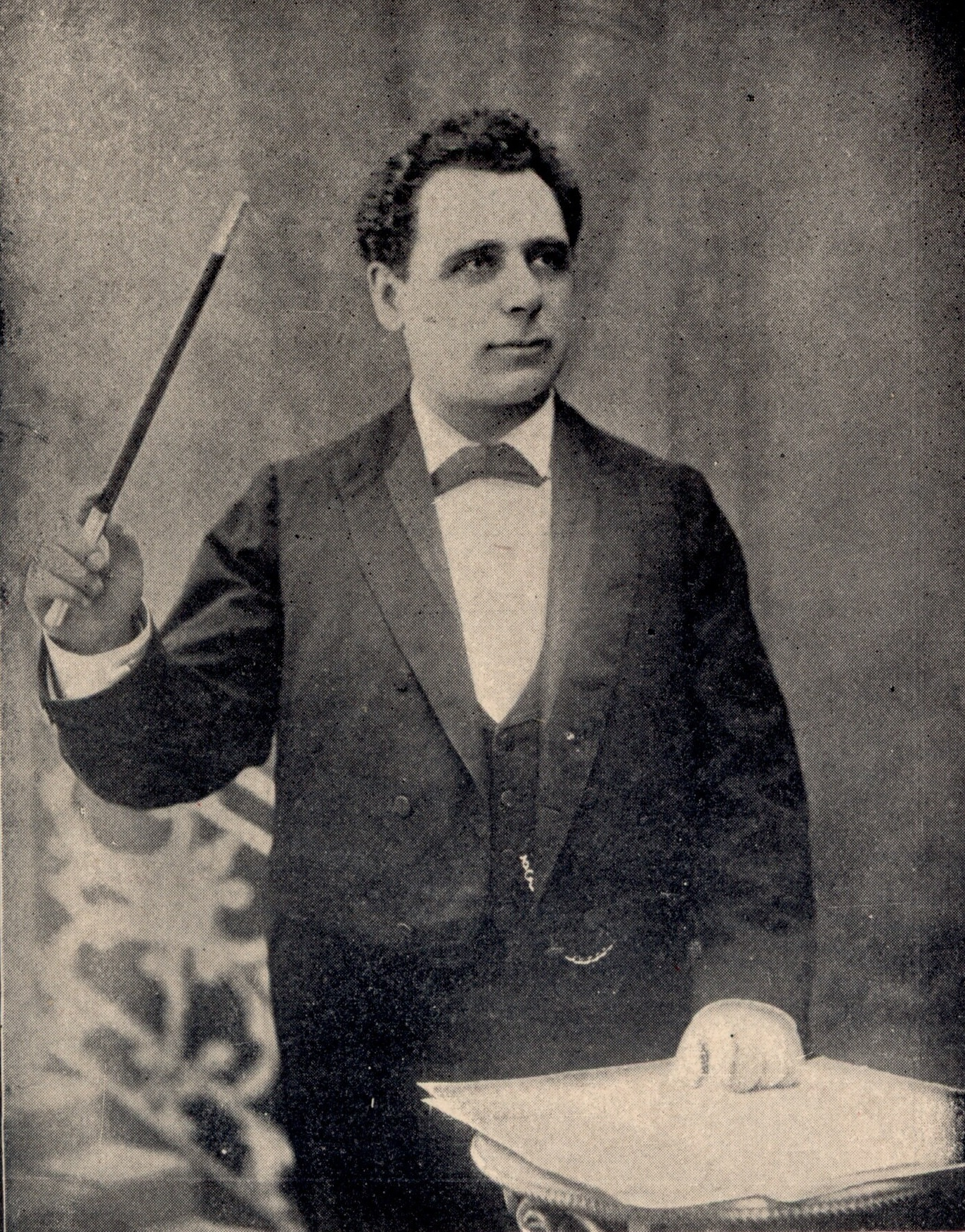
Porträtfoto von Louis Friedsell (1900)

Louis Friedsell (geboren 1863 oder 1865 in Jekaterinoslaw, Ukraine; gestorben am 25. Juni 1923 in New York, USA) war Dirigent und Komponist des jiddischen Theaters.
Er schrieb die Musik für ca. 150 Stücke und Operetten (teils allein und teils in Zusammenarbeit mit anderen Komponisten).
Einen Großteil seiner Lieder schrieb er für historische Operetten und Komödien.